# Syntaxis (logica)
In de logica verwijst de syntaxis naar de regels voor het opstellen van een in een formele taal geschreven tekst om binnen een logisch systeem goedgevormde formules op te stellen. Deze definiëring wordt in de filosofie gebruikt om ingewikkelde stellingen af te leiden uit meer simpele stellingen. Bij het geven van logische interpretaties heeft het geen zin om betekenis, semantiek toe te kennen aan in formele taal geschreven teksten die niet uit goedgevormde formules zijn opgebouwd. 
Samen met de semantiek en de pragmatiek vormt de syntaxis een traditionele driedeling in de semiotiek.